# Художник-шахрай
«Художник-шахрай» (The Scam Artist) — американський незалежний науково-фантастичний фільм 2004 року.

## Про фільм
Майбутня Америка. Тут правлять корпорації, неприємності криються в деталях, і ніщо не є тим, чим здається.
Дочка багатого генерального директора та її хлопець планують імітувати викрадення і втекти з країни з невеликим статком. Її коханець просить допомоги досвідченого найманця-фрилансера.
Але в кожного є приховані мотиви.

## Знімались
| Актор                | Роль    |
| -------------------- | ------- |
| Кімберлі Пейдж       | Сільвія |
| Даймонд Даллас Пейдж | Ленні   |